# Latolistek kleopatra
Latolistek kleopatra (Gonepteryx cleopatra) – motyl dzienny z rodziny bielinkowatych (Pieridae). Liczny w strefie śródziemnomorskiej Europy. Spotkać go można w nasłonecznionych lasach i zaroślach do 1800 m n.p.m. W zależności od miejsca występowania mogą być dwa lub jedno pokolenie w roku.
Wygląd
Rozpiętość skrzydeł 5–7 cm, specyficzny kształt, pomarańczowe plamy na przednich skrzydłach, samice większe i jaśniejsze. Zielononiebieska gąsienica.

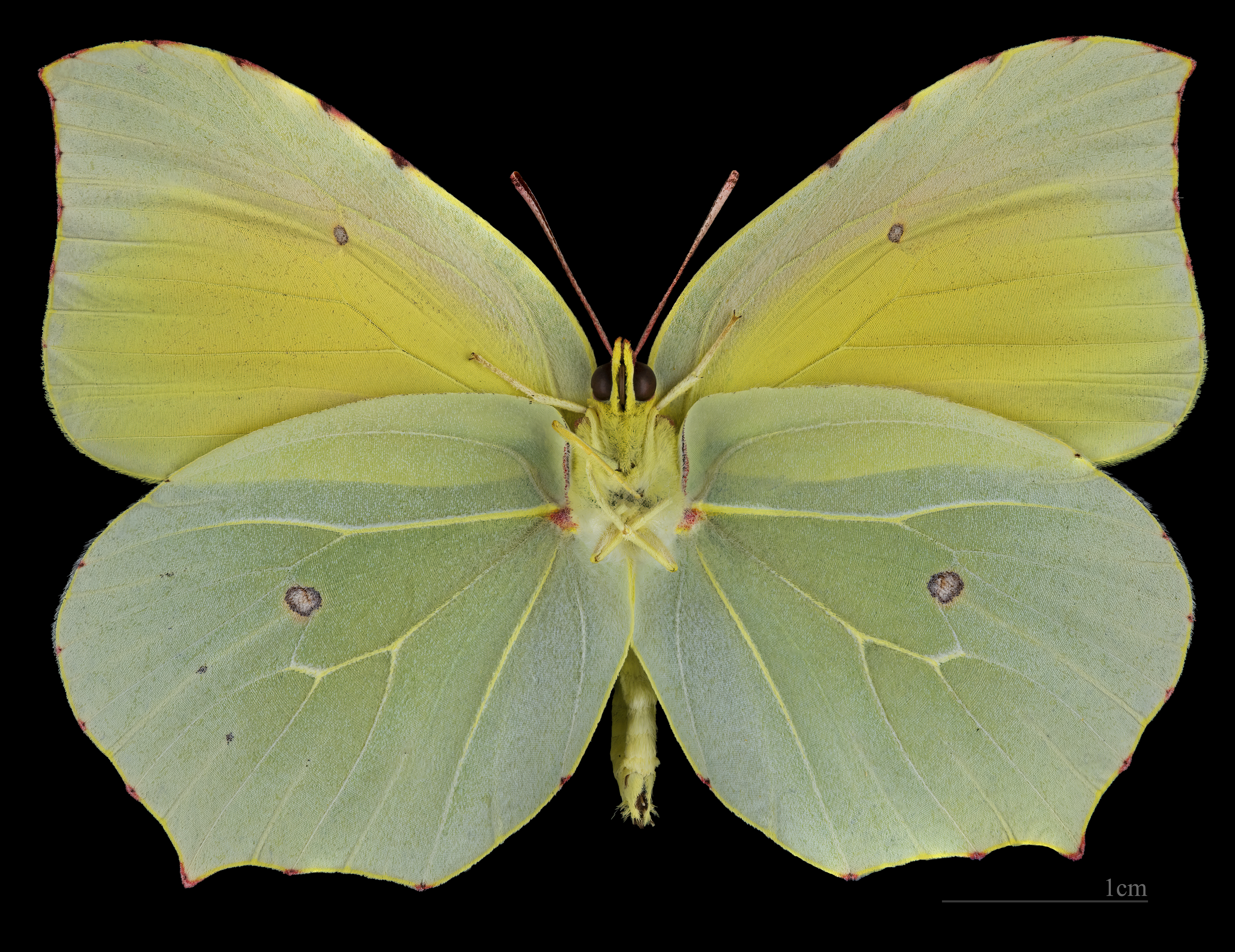
Gonepteryx cleopatra ♂
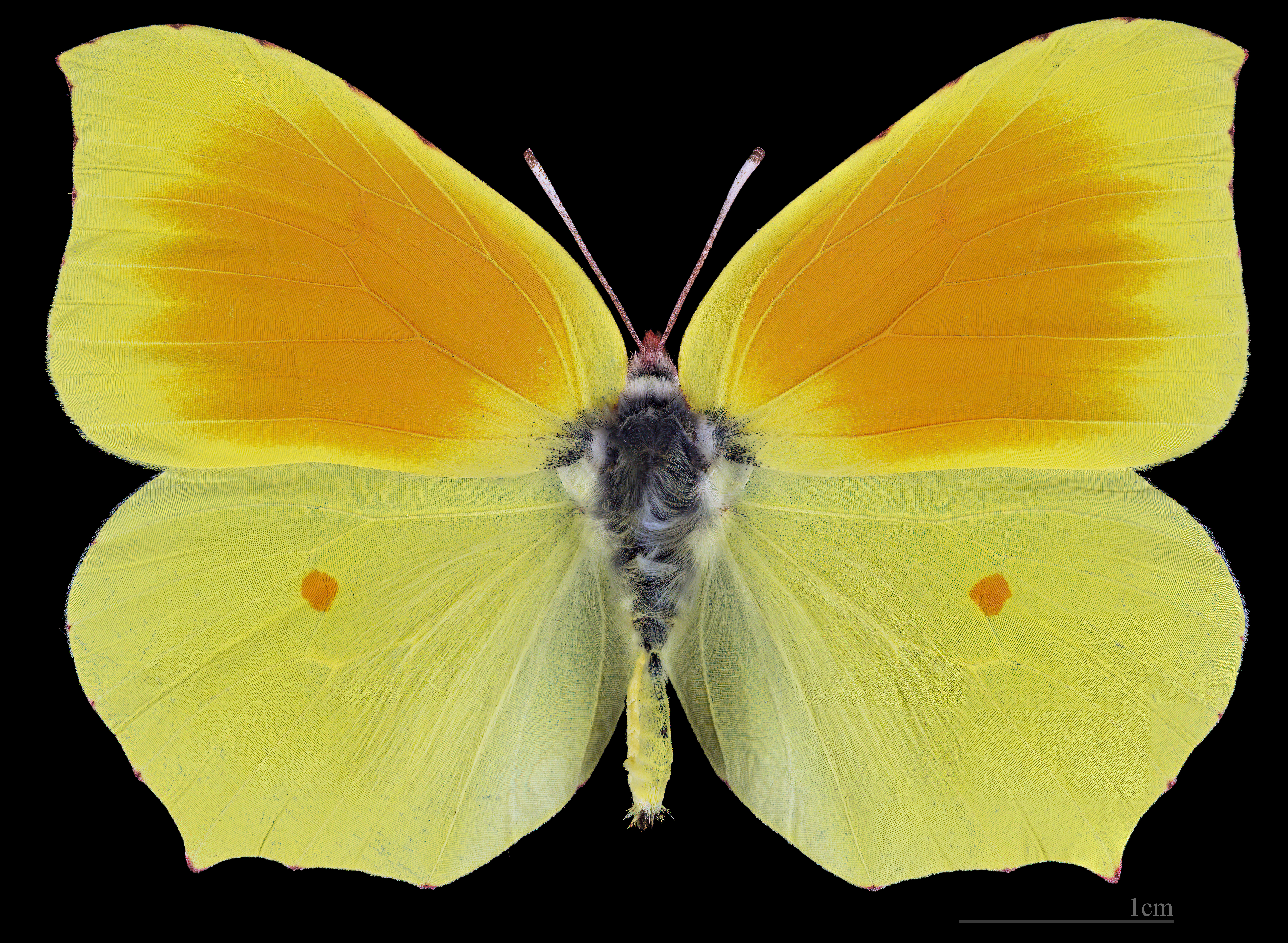
Gonepteryx cleopatra ♂  △

Pożywienie
Szakłak pospolity
Występowanie
Hiszpania, południe Francji, Włochy, Grecja, Wyspy Kanaryjskie.
Na Bałkanach oraz na Wyspach Jońskich i na wyspach wschodniej części Morza Egejskiego występuje także latolistek blady (Gonepteryx farinosa).